# Samuil Vulcan
Samuil Vulcan (n. 1 august 1758, Blaj, Marele Principat al Transilvaniei – d. 25 decembrie 1839, Oradea) a fost episcop al Eparhiei Greco-Catolice de Oradea Mare între 1806 și 1839. Pe cheltuiala sa a fost realizat Lexiconul de la Buda, principala lucrare lexicografică a Școlii Ardelene.

## Biografie
Samuil Vulcan s-a născut la 1 august 1758, în satul Veza, azi încorporat în orașul Blaj, într-o „familie săracă și umilă”. Consacrarea sa episcopală, ca ierarh titular la Oradea Mare, a fost săvârșită la 25 octombrie 1807 de episcopul Ioan Bob, în Catedrala Sfânta Treime din Blaj. A fost instalat (înscăunat) la Oradea, pe data de 29 iunie 1807, de „sărbătoarea Sfinților Apostoli Petru și Pavel.”
În anul 1828 a întemeiat Gimanziul românesc din Beiuș, care astăzi îi poartă numele. A contribuit la dezvoltarea culturii românilor ardeleni, mai ales prin finanțarea publicării lucrărilor corifeilor Școlii Ardelene.
Pe românii ortodocși din Arad i-a sprijinit să-și aleagă episcop român, în locul celui sârb și i-a ajutat cu bani proprii la înființarea Preparandiei din Arad (1812). A fost numit pe drept de Nicolae Iorga „ocrotitorul întregii culturi românești”.
Episcopul Samuil Vulcan era poliglot: vorbea „în mod fluent româna, germana, franceza, italiana, maghiara, probabil și poloneza, precum și limbile clasice: ebraica, latina, greaca.”